# Nekrolog 4. Quartal 1919
Nekrolog
◄◄
| ◄
| 1915
| 1916
| 1917
| 1918
| 1919 | 1920 | 1921 | 1922 | 1923 | ► | ►►
1. Quartal |
2. Quartal |
3. Quartal |
4. Quartal 1919
Weitere Ereignisse | Allgemeiner Nekrolog 1919
Die Beschreibung der verstorbenen Person sollte so kurz wie möglich gehalten sein und nur deren signifikante Tätigkeit(en) enthalten.
Neue Namen ggf. auch unter dem Geburts- und Sterbedatum, also etwa unter 1. Januar und im Geburts- und Sterbejahr (2024) eintragen (nur bei entsprechender großer Wichtigkeit). Für Beispiele siehe die schon vorhandenen Artikel.
Außerdem über die fünf zuletzt Verstorbenen, zu denen es einen ausreichend guten Artikel für eine Präsentation auf der Hauptseite gibt, nach der todesbedingten Überarbeitung der Artikel ggf. auch unter Wikipedia Diskussion:Hauptseite informieren und sie am besten auch in den anderen Wikipedia-Sprachversionen eintragen. Tipp: Regelmäßig bei news.google.de nach „ist tot“, „gestorben“ oder „verstorben“ suchen.
Wenn eine Person gestorben ist, gibt es viele Seiten zu dieser Person in der Wikipedia, die davon auch betroffen sind und entsprechend aktualisiert werden müssen. Beispiele: Namenübersichtsseite, Geburtsjahr, Geburtsort-Seiten und viele mehr.
Wie finde ich die betroffenen Seiten?
Im Suchfeld auf der linken Seite gibt man den Suchbegriff so ein: „Vorname Nachname“. Dann klickt man auf Volltext und alle Seiten mit entsprechendem Suchtext werden aufgerufen. Hier sieht man dann schnell, wo auch das Todesjahr Sinn macht oder sogar ein Teil des Artikels angepasst werden muss. Auch hilft das „Werkzeug“ auf der linken Seite sehr gut, um solche Seiten aufzufinden: „Links auf diese Seite“. Somit ist die Wikipedia wieder aktuell in allen Bereichen! Hinweis: bei Eintragung der Kategorie „Gestorben JAHR“ wird der Missbrauchsfilter 49 ausgelöst, was jedoch nicht schlimm ist. Siehe: Spezial:Missbrauchsfilter/49
Dies ist eine Liste von im vierten Quartal 1919 verstorbenen bekannten Persönlichkeiten. Die Einträge erfolgen innerhalb der einzelnen Daten alphabetisch sortiert. Tiere sind im Nekrolog für Tiere zu finden.

## Oktober
| Tag         | Name                                           | Beruf, bekannt als                                                                                 | Alter | Beleg |
| ----------- | ---------------------------------------------- | -------------------------------------------------------------------------------------------------- | ----- | ----- |
| 1. Oktober  | Charlotte von Preußen                          | preußische Prinzessin und durch Heirat Herzogin von Sachsen-Meiningen                              | 59    |       |
| 1. Oktober  | Francis John Haverfield                        | britischer Althistoriker                                                                           | 58    |       |
| 1. Oktober  | Philip Jourdain                                | englischer Mathematiker                                                                            | 39    |       |
| 2. Oktober  | Adolf von Bülow                                | preußischer Offizier, zuletzt Generalleutnant                                                      | 74    |       |
| 2. Oktober  | Alfred Geist                                   | evangelisch-reformierter Geistlicher, deutsch-baltischer Bekenner                                  | 55    |       |
| 2. Oktober  | Gustav Kuntzsch                                | deutscher Holzbildhauer                                                                            | 71    |       |
| 3. Oktober  | Pieter van Geer                                | niederländischer Mathematiker                                                                      | 78    |       |
| 3. Oktober  | Hjalmar Mellander                              | schwedischer Leichtathlet                                                                          | 38    |       |
| 3. Oktober  | William Frederick Purcell                      | südafrikanischer Arachnologe und Zoologe                                                           | 53    |       |
| 3. Oktober  | Peter von Stadl                                | österreichischer Baumeister und Architekt                                                          | 50    |       |
| 4. Oktober  | Charles Tyrwhitt Dawkins                       | britischer Generalmajor                                                                            | 60    |       |
| 4. Oktober  | Charles-Nicolas Peaucellier                    | französischer Militär und Mathematiker                                                             | 87    |       |
| 4. Oktober  | Wilhelm Schallmayer                            | deutscher Arzt und Eugeniker                                                                       | 62    |       |
| 5. Oktober  | Hugo Kersten                                   | deutscher Schriftsteller und Publizist                                                             | 26    |       |
| 5. Oktober  | Walter The Losen                               | preußischer Verwaltungsbeamter und Landrat                                                         | 38    |       |
| 5. Oktober  | Wilhelm Anton Neumann                          | österreichischer katholischer Theologe                                                             | 82    |       |
| 6. Oktober  | Ricardo Palma                                  | peruanischer Schriftsteller und Poet                                                               | 86    |       |
| 6. Oktober  | Johann Tarbuk von Sensenhorst                  | österreichischer Feldmarschalleutnant                                                              | 63    |       |
| 6. Oktober  | Martin Wolff                                   | deutscher Bildhauer                                                                                | 67    |       |
| 7. Oktober  | Alfred Deakin                                  | australischer Politiker und Premierminister                                                        | 63    |       |
| 7. Oktober  | Lassa Oppenheim                                | deutscher Jurist                                                                                   | 61    |       |
| 7. Oktober  | Francis Emanuel Shober                         | US-amerikanischer Politiker                                                                        | 58    |       |
| 8. Oktober  | Leandro Marconi                                | polnischer Architekt                                                                               | 85    |       |
| 8. Oktober  | Carlos Meléndez                                | Politiker in El Salvador                                                                           | 58    |       |
| 8. Oktober  | Oleksij Sadowen                                | ukrainischer Mediziner und Universitätsrektor                                                      | 62    |       |
| 8. Oktober  | Adolf Simatschek                               | österreichischer Bildhauer                                                                         | 45    |       |
| 8. Oktober  | Charles H. Weisse                              | US-amerikanischer Politiker                                                                        | 52    |       |
| 8. Oktober  | Anton Max Wichtl                               | österreichischer Kapellmeister und Komponist                                                       | 34    |       |
| 9. Oktober  | Gustav Kaufmann                                | Senatspräsident am Reichsgericht                                                                   | 77    |       |
| 10. Oktober | Leo Arons                                      | deutscher Physiker                                                                                 | 59    |       |
| 10. Oktober | Paul von Basse                                 | deutscher Verwaltungsjurist und Gutsbesitzer                                                       | 68    |       |
| 10. Oktober | Anatole Mallet                                 | schweizerischer Ingenieur                                                                          | 82    |       |
| 11. Oktober | Karl Gjellerup                                 | dänischer Schriftsteller und Nobelpreisträger                                                      | 62    |       |
| 11. Oktober | Kuno Meyer                                     | deutscher Keltologe                                                                                | 60    |       |
| 12. Oktober | Josef Virgil Grohmann                          | österreichischer und tschechischer Pädagoge deutscher Nationalität, Schriftsteller und Herausgeber | 87    |       |
| 12. Oktober | Max Schottelius                                | deutscher Mediziner und Hochschullehrer                                                            | 69    |       |
| 12. Oktober | Julie Thenen                                   | österreichische Schriftstellerin                                                                   | 85    |       |
| 12. Oktober | Frances Wood                                   | englische Chemikerin und Statistikerin                                                             | 35    |       |
| 13. Oktober | Karl von Pastor                                | Verwaltungsbeamter und Landrat                                                                     | 61    |       |
| 14. Oktober | Philip Joseph Garrigan                         | irischer Geistlicher, Bischof von Sioux City                                                       | 79    |       |
| 14. Oktober | Christoph Friedrich Goppelsroeder              | Schweizer Chemiker                                                                                 | 82    |       |
| 14. Oktober | Jean Louis Nicodé                              | deutscher Komponist, Dirigent, Pianist und Musikpädagoge                                           | 66    |       |
| 14. Oktober | Richard Remy                                   | deutscher Bergbaujurist                                                                            | 60    |       |
| 14. Oktober | Georg Wilhelm von Siemens                      | deutscher Industrieller                                                                            | 64    |       |
| 14. Oktober | Ludwig Strakosch                               | österreichischer Opernsänger (Bariton)                                                             | 63    |       |
| 14. Oktober | Ángel Villoldo                                 | argentinischer Tangokomponist und -dichter                                                         | 58    |       |
| 15. Oktober | Adolf W. Edelsvärd                             | schwedischer Architekt und Bauingenieur                                                            | 95    |       |
| 15. Oktober | Leopold Hartmann                               | deutscher Richter und Politiker                                                                    | 81    |       |
| 16. Oktober | Julius Spohn                                   | deutscher Textil- und Zementunternehmer                                                            | 78    |       |
| 16. Oktober | Albert Wilde                                   | deutscher Bürgermeister und Politiker (NLP), MdR                                                   | 65    |       |
| 16. Oktober | Andrij Wjaslow                                 | ukrainischer Jurist und Politiker                                                                  |       |       |
| 17. Oktober | Josef Albert Amann junior                      | deutscher Gynäkologe                                                                               | 53    |       |
| 17. Oktober | James Murray                                   | britischer General, Chef des Generalstabes                                                         | 66    |       |
| 17. Oktober | Wladislaus Johann Willibald Alfred Wyszomirski | deutscher Reichsgerichtsrat                                                                        | 73    |       |
| 18. Oktober | William Waldorf Astor, 1. Viscount Astor       | amerikanisch-britischer Finanzier und Staatsmann                                                   | 71    |       |
| 18. Oktober | Ludwig Brieger                                 | deutscher Mediziner                                                                                | 70    |       |
| 18. Oktober | Martin Hechenberger                            | deutscher Orgelbauer                                                                               | 83    |       |
| 18. Oktober | Emil Hagmann                                   | deutscher Kommunalpolitiker, Bürgermeister von Essen-Heisingen                                     | 47    |       |
| 18. Oktober | Paul Klunzinger                                | deutscher Eisenbahn- und Wasserbauingenieur in österreichischen Diensten                           | 91    |       |
| 19. Oktober | Karl Schachinger                               | österreichischer Politiker (CSP), Abgeordneter zum Nationalrat                                     | 59    |       |
| 19. Oktober | William Paine Sheffield junior                 | US-amerikanischer Politiker                                                                        | 62    |       |
| 20. Oktober | Walter Brack                                   | deutscher Schwimmer                                                                                | 38    |       |
| 20. Oktober | Martin D. Foster                               | US-amerikanischer Politiker                                                                        | 58    |       |
| 20. Oktober | Jakob Johannes                                 | deutscher Eisenbahnschlosser                                                                       | 41    |       |
| 20. Oktober | Saovabha Phongsri                              | Person der Thailändischen Monarchie                                                                | 55    |       |
| 21. Oktober | Paul-Louis Ladame                              | Schweizer Neurologe und Philanthrop                                                                | 77    |       |
| 21. Oktober | Martin Schenk                                  | österreichischer Theaterschauspieler, Komiker und Theaterregisseur                                 | 59    |       |
| 21. Oktober | Michail Jakowlewitsch Suslin                   | russischer Mathematiker                                                                            | 24    |       |
| 22. Oktober | Nikolaus von Below                             | deutscher Gutsbesitzer und Politiker, MdR                                                          | 82    |       |
| 22. Oktober | Wolrad Frese                                   | deutscher Landrat                                                                                  | 76    |       |
| 22. Oktober | Cathinka Guldberg                              | norwegische Diakonisse                                                                             | 79    |       |
| 22. Oktober | Alois Kutschera                                | österreichischer Komponist von Wienerliedern und Textdichter                                       |       |       |
| 22. Oktober | Joseph P. Newsham                              | US-amerikanischer Politiker                                                                        | 82    |       |
| 22. Oktober | Oscar Repsold                                  | deutscher Ingenieur und Politiker, MdHB                                                            | 77    |       |
| 23. Oktober | Adolf Kurrein                                  | österreichischer Rabbiner, Theologe und Zionist                                                    | 73    |       |
| 24. Oktober | August Althaus                                 | deutscher Oberlehrer und Politiker, MdR                                                            | 80    |       |
| 24. Oktober | Martin Jacobi                                  | deutscher Komponist und Musikwissenschaftler                                                       | 54    |       |
| 24. Oktober | Josefine Schalk                                | deutsche Malerin                                                                                   | 68    |       |
| 24. Oktober | Edgar Steiger                                  | Schweizer Schriftsteller                                                                           | 60    |       |
| 24. Oktober | Donald Sutherland                              | neuseeländischer Seemann und Entdecker der Sutherland Falls                                        |       |       |
| 25. Oktober | Gottlieb von Haeseler                          | preußischer Generalfeldmarschall                                                                   | 83    |       |
| 25. Oktober | Eduard Jacobs                                  | deutscher Archivar und Historiker                                                                  | 86    |       |
| 25. Oktober | George Lusk                                    | britischer Bauunternehmer und Dekorateur                                                           |       |       |
| 25. Oktober | Reuben O. Moon                                 | US-amerikanischer Politiker                                                                        | 72    |       |
| 25. Oktober | Eugène Ruffy                                   | Schweizer Politiker                                                                                | 65    |       |
| 26. Oktober | Akashi Motojirō                                | General der kaiserlich japanischen Armee                                                           | 55    |       |
| 27. Oktober | Franz von Krauß                                | Polizeipräsident von Wien (1886–1892)                                                              | 81    |       |
| 27. Oktober | Alfred Philippe Roll                           | französischer Maler                                                                                | 73    |       |
| 28. Oktober | Alfred Catt                                    | australischer Politiker                                                                            | 85    |       |
| 28. Oktober | Isidor Hilberg                                 | österreichischer Klassischer Philologe und Hochschullehrer in Czernowitz                           | 67    |       |
| 28. Oktober | Friedrich Holdefleiß                           | deutscher Agrarwissenschaftler                                                                     | 73    |       |
| 28. Oktober | Gustav Struckmann                              | Oberbürgermeister von Hildesheim                                                                   | 82    |       |
| 29. Oktober | Nikolaus Blum                                  | deutscher katholischer Ordenspriester, Steyler Missionar                                           | 62    |       |
| 30. Oktober | Friedrich Blumberger                           | deutscher Pädagoge und Schriftsteller                                                              | 70    |       |
| 30. Oktober | Jules Develle                                  | französischer Politiker in der Zeit der Dritten Republik                                           | 74    |       |
| 30. Oktober | Alexander Ettenburg                            | deutscher Theaterkünstler                                                                          | 61    |       |
| 30. Oktober | Louis von Kannengießer                         | deutscher Kaufmann und Reeder                                                                      | 67    |       |
| 30. Oktober | Sigismund Schwarz                              | österreichischer Bankier und Unternehmer                                                           | 70    |       |
| 30. Oktober | Ella Wheeler Wilcox                            | US-amerikanische Schriftstellerin                                                                  | 68    |       |
| 31. Oktober | Charles Herman Steinway                        | US-amerikanischer Klavierbauer und Industrieller                                                   | 62    |       |
| 31. Oktober | Mykola Zytowytsch                              | ukrainischer Jurist, Ökonom, Professor und Universitätsrektor                                      | 58    |       |

## November
| Tag          | Name                                    | Beruf, bekannt als                                                                                       | Alter | Beleg |
| ------------ | --------------------------------------- | --- | ----- | ----- |
| 1. November  | Tadas Daugirdas                         | litauischer Maler, Archäologe und Heimatforscher                                                         | 67    |       |
| 1. November  | Johann Hoffmann                         | deutscher Neurologe und Neuropathologe                                                                   | 62    |       |
| 1. November  | Charlemagne Péralte                     | haitianischer Militär, Politiker und Guerillero                                                          | 34    |       |
| 2. November  | Maximilian von Steinsdorf               | bayerischer Generalmajor                                                                                 | 67    |       |
| 3. November  | Ellen Dougherty                         | neuseeländische Krankenschwester, Apothekerin und erste offiziell registrierte Krankenschwester der Welt | 75    |       |
| 3. November  | Terauchi Masatake                       | 18. Premierminister von Japan                                                                            | 67    |       |
| 4. November  | Léon Barracand                          | französischer Schriftsteller                                                                             | 79    |       |
| 4. November  | Otto von Dewitz                         | mecklenburgischer Gutsbesitzer und Verwaltungsjurist                                                     | 66    |       |
| 4. November  | Engelbert Hardt                         | Geheimer Kommerzienrat, Unternehmer                                                                      | 72    |       |
| 4. November  | Carl Moeli                              | deutscher Psychiater und Neurologe                                                                       | 70    |       |
| 4. November  | Daniel Peter                            | Schweizer Chocolatier und Unternehmer                                                                    | 83    |       |
| 4. November  | Theodor Thenn                           | deutscher Heimatforscher                                                                                 | 77    |       |
| 4. November  | Sofja Andrejewna Tolstaja               | russische Autorin, Frau von Leo Tolstoi                                                                  | 75    |       |
| 5. November  | Charles Henry Hitchcock                 | US-amerikanischer Geologe                                                                                | 83    |       |
| 5. November  | Julius von Pflugk-Harttung              | deutscher Historiker                                                                                     | 70    |       |
| 6. November  | Hermann Bahlsen                         | deutscher Erfinder und Unternehmer                                                                       | 59    |       |
| 6. November  | Claude L’Engle                          | US-amerikanischer Politiker                                                                              | 51    |       |
| 6. November  | Spyridon Miliarakis                     | griechischer Arzt und Botaniker                                                                          |       |       |
| 6. November  | Gustav Nebe                             | deutscher evangelischer Theologe, Generalsuperintendent von Westfalen                                    | 84    |       |
| 7. November  | Ned Doig                                | schottischer Fußballtorhüter                                                                             | 53    |       |
| 7. November  | Anton Door                              | Wiener Konzertpianist                                                                                    | 86    |       |
| 7. November  | Hugo Haase                              | deutscher Jurist, Politiker (SPD), MdR und Pazifist                                                      | 56    |       |
| 7. November  | Johannes Stössel                        | Schweizer Politiker (DP und FDP)                                                                         | 82    |       |
| 8. November  | Wassili Wassiljewitsch Besekirski       | russischer Geiger, Komponist, Dirigent und Musikpädagoge                                                 | 84    |       |
| 8. November  | Ernst Rudolf Bierling                   | deutscher Rechtswissenschaftler und Politiker                                                            | 78    |       |
| 8. November  | Pieter Haverkorn van Rijsewijk          | niederländischer Geistlicher, Journalist, Kunstschriftsteller und Museumsdirektor                        | 80    |       |
| 8. November  | Philipp Hess                            | österreichischer Offizier und Militärtechniker                                                           | 74    |       |
| 8. November  | Ferdinand Kinon                         | deutscher Glas- und Spiegelfabrikant                                                                     | 52    |       |
| 9. November  | Theodor Grust                           | deutscher Genre- und Porzellanmaler                                                                      | 62    |       |
| 9. November  | August Heine                            | deutscher Politiker (SPD), MdR                                                                           | 77    |       |
| 9. November  | Claus Meyer                             | deutscher Maler                                                                                          | 62    |       |
| 9. November  | Eduard Müller                           | Schweizer Politiker                                                                                      | 70    |       |
| 10. November | Ferdinand Kindermann                    | deutscher Industrieller, Begründer der Gemeinde Waldsieversdorf                                          | 71    |       |
| 10. November | Franz Ramharter                         | österreichischer Theaterregisseur, Operettenregisseur, Bühnenschauspieler und Filmschauspieler           | 49    |       |
| 11. November | Felix von Hartmann                      | deutscher Theologe und Erzbischof des Erzbistums Köln (1912–1919)                                        | 67    |       |
| 11. November | Hans Theodor Plüss                      | deutscher Altphilologe                                                                                   | 74    |       |
| 11. November | Carl Stephann                           | österreichischer Architekt                                                                               | 77    |       |
| 11. November | Pawel Petrowitsch Tschistjakow          | russischer Maler und Pädagoge                                                                            | 87    |       |
| 12. November | Arthur Hacker                           | englischer Maler                                                                                         | 61    |       |
| 12. November | Thomas S. Martin                        | US-amerikanischer Politiker                                                                              | 72    |       |
| 12. November | Agnes Elisabeth Overbeck                | deutsche Komponistin und Pianistin                                                                       | 49    |       |
| 12. November | Carl Reinhart                           | österreichischer Operettensänger                                                                         | 44    |       |
| 13. November | Thomas Davidson                         | englischer Genre- und Historienmaler                                                                     | 77    |       |
| 13. November | Leopold Emmel                           | deutscher Politiker (SPD), MdR                                                                           | 56    |       |
| 14. November | John Aitken                             | britischer Physiker und Meteorologe                                                                      | 80    |       |
| 14. November | Heinrich Lang                           | deutscher Organist, Chorleiter und Komponist                                                             | 61    |       |
| 14. November | Jean Résal                              | französischer Bauingenieur                                                                               | 65    |       |
| 15. November | Michail Ossipowitsch Doliwo-Dobrowolski | russischer Ingenieur                                                                                     | 57    |       |
| 15. November | Charles Swinfen Eady, 1. Baron Swinfen  | britischer Jurist                                                                                        | 68    |       |
| 15. November | Alfred Werner                           | Schweizer Chemiker; Nobelpreisträger                                                                     | 52    |       |
| 16. November | Franz Köhler                            | deutscher Altphilologe, Gymnasiallehrer und Bibliothekar                                                 | 79    |       |
| 16. November | Susan McGahey                           | nordirisch-australische Krankenschwester und Präsidentin des International Council of Nurses             |       |       |
| 17. November | Fritz von Hennigs                       | preußischer Politiker                                                                                    | 56    |       |
| 17. November | Goswin von der Ropp                     | deutscher Historiker                                                                                     | 69    |       |
| 18. November | John Dibblee Crace                      | britischer Innenarchitekt                                                                                |       |       |
| 18. November | Hermann Manske                          | deutscher Industrieller und Pionier der Zementindustrie                                                  | 79    |       |
| 18. November | Ferdinand Domela Nieuwenhuis            | niederländischer Politiker                                                                               | 72    |       |
| 18. November | Adolf Hurwitz                           | deutscher Mathematiker                                                                                   | 60    |       |
| 19. November | Luigi Bechi                             | italienischer Maler                                                                                      | 89    |       |
| 19. November | Hermine Bland                           | österreichische Schauspielerin mit dem Schwerpunkt „Heldin und Liebhaberin“ in Tragödien                 | 68    |       |
| 19. November | Louis Braquaval                         | französischer Maler                                                                                      | 65    |       |
| 19. November | Séraphin Couvreur                       | französischer Sinologe und Missionar                                                                     | 84    |       |
| 19. November | Adolf Gröber                            | deutscher Jurist und Politiker (Zentrum), MdR                                                            | 65    |       |
| 19. November | Josef Ottitsch                          | österreichischer Politiker                                                                               | 75    |       |
| 19. November | Mattheus Marinus Schepman               | niederländischer Malakologe                                                                              | 72    |       |
| 19. November | Alexandru Vlahuță                       | rumänischer Schriftsteller und Politiker                                                                 | 61    |       |
| 19. November | Victor Westerholm                       | finnischer Maler                                                                                         | 59    |       |
| 20. November | Max Kuntzsch                            | deutscher Imker und Bienenforscher                                                                       | 68    |       |
| 20. November | Karl von Riedl                          | bayerischer Generalleutnant                                                                              | 57    |       |
| 20. November | Gustav Schimpff                         | deutscher Eisenbahn-Bauingenieur                                                                         | 48    |       |
| 21. November | Ferenc Berkes                           | ungarischer Journalist und kommunistischer Politiker                                                     | 26    |       |
| 21. November | Georg Queri                             | bayerischer Heimatdichter und Schriftsteller                                                             | 40    |       |
| 21. November | William Joseph Rainbow                  | australischer Arachnologe und Entomologe                                                                 |       |       |
| 22. November | Perito Moreno                           | argentinischer Geograph und Anthropologe                                                                 | 67    |       |
| 22. November | Hermann Rademacher                      | deutscher Richter und Politiker (DFP), MdR                                                               | 78    |       |
| 22. November | Kateryna Rubtschakowa                   | ukrainische Schauspielerin und Opernsängerin                                                             | 38    |       |
| 22. November | Mary Rudge                              | englische Schachspielerin                                                                                | 77    |       |
| 23. November | Johann Georg Frimberger                 | österreichischer Schriftsteller                                                                          | 67    |       |
| 23. November | Henry Laurence Gantt                    | US-amerikanischer Maschinenbauingenieur und Unternehmensberater                                          | 58    |       |
| 24. November | Henri Deutsch de la Meurthe             | französischer Industrieller und einer der Gründer des Automobile Club de France                          | 73    |       |
| 24. November | Theodor Lindner                         | deutscher Historiker                                                                                     | 76    |       |
| 24. November | Theodor Toeche                          | deutscher Historiker und Verleger                                                                        | 82    |       |
| 25. November | Ludwig Elkuch                           | liechtensteinischer Gemeindevorsteher und Landtagsabgeordneter                                           | 68    |       |
| 25. November | Ernst Himburg                           | deutscher Jurist und Politiker, MdR                                                                      | 68    |       |
| 25. November | Lavinia Warren                          | US-amerikanische Schauspielerin                                                                          | 78    |       |
| 26. November | Octave Maus                             | belgischer Jurist, Schriftsteller und Kunstförderer                                                      | 63    |       |
| 27. November | Jules Cornu                             | Schweizer Romanist                                                                                       | 70    |       |
| 27. November | Klaus von Loos                          | deutscher Verwaltungsbeamter und Parlamentarier                                                          | 56    |       |
| 28. November | Max Aschenborn                          | deutscher Verwaltungsjurist                                                                              | 59    |       |
| 28. November | Dimitrios Filippotis                    | griechischer Bildhauer                                                                                   |       |       |
| 28. November | Martin Alonzo Haynes                    | US-amerikanischer Politiker                                                                              | 77    |       |
| 28. November | Ferdinand Krieger                       | deutscher Bauingenieur und Baubeamter                                                                    | 61    |       |
| 28. November | Alexandrine von Schönerer               | österreichische Schauspielerin und Theaterleiterin                                                       | 69    |       |
| 29. November | Fritz Schaper                           | deutscher Bildhauer                                                                                      | 78    |       |
| 29. November | Iwan Werchratskyj                       | ukrainischer Naturforscher, Philologe, Linguist und Schriftsteller                                       | 73    |       |
| 29. November | Szymon Winawer                          | polnischer Schachspieler                                                                                 | 81    |       |
| 30. November | Benno Baginsky                          | deutscher Hals-Nasen-Ohren-Arzt und Publizist                                                            | 71    |       |
| 30. November | Paul Peytral                            | französischer Politiker, Mitglied der Nationalversammlung                                                | 77    |       |
| 30. November | Wilhelm von Uslar                       | preußischer General der Infanterie                                                                       | 71    |       |
|              | Wilhelm Gilbert                         | evangelisch-lutherischer Geistlicher, lettischer Märtyrer                                                | 50    |       |

## Dezember
| Tag          | Name                                  | Beruf, bekannt als                                                                | Alter | Beleg |
| ------------ | ------------------------------------- | --------------------------------------------------------------------------------- | ----- | ----- |
| 1. Dezember  | Josef Rosemeyer                       | deutscher Bahnradfahrer, Erfinder und Unternehmer                                 | 47    |       |
| 1. Dezember  | Otto Wirsching                        | deutscher Maler und Holzschneider                                                 | 30    |       |
| 2. Dezember  | Friedrich zu Castell-Castell          | sächsischer Ministerial- und Verwaltungsbeamter                                   | 45    |       |
| 2. Dezember  | Henry Clay Frick                      | US-amerikanischer Industrieller                                                   | 69    |       |
| 2. Dezember  | Paul Lange                            | Hofkapellmeister der letzten beiden osmanischen Sultane                           | 62    |       |
| 2. Dezember  | Evelyn Henry Wood                     | britischer Feldmarschall                                                          | 81    |       |
| 3. Dezember  | Pierre-Auguste Renoir                 | französischer Maler des Impressionismus                                           | 78    |       |
| 3. Dezember  | Heinrich Schenkl                      | österreichischer klassischer Philologe                                            | 60    |       |
| 3. Dezember  | Ernst Stahl                           | französisch-deutscher Botaniker                                                   | 71    |       |
| 4. Dezember  | Heinrich Hess                         | Schweizer Lehrer, Verleger und Politiker                                          | 72    |       |
| 4. Dezember  | Otto Höfer                            | deutscher Altphilologe und Gymnasiallehrer                                        | 58    |       |
| 4. Dezember  | Clemens Weisker                       | deutscher Praktischer Arzt und Politiker                                          | 56    |       |
| 5. Dezember  | Elia Millosevich                      | italienischer Astronom                                                            | 71    |       |
| 5. Dezember  | Friedrich Zimmer                      | deutscher evangelischer Theologe und Gründer des Evangelischen Diakonievereins    | 64    |       |
| 6. Dezember  | Clemens Friedrich Droste zu Hülshoff  | Landrat von Büren                                                                 | 82    |       |
| 6. Dezember  | Manuel Inocente Morales               | salvadorianischer Politiker und Diplomat                                          | 73    |       |
| 6. Dezember  | Friedrich von Pechmann                | bayerischer Offizier, zuletzt Generalleutnant im Ersten Weltkrieg                 | 57    |       |
| 7. Dezember  | J. Thompson Baker                     | US-amerikanischer Politiker                                                       | 72    |       |
| 7. Dezember  | Édouard Odier                         | Schweizer Jurist, Politiker und Diplomat                                          | 75    |       |
| 7. Dezember  | Hugo Gerard Ströhl                    | österreichischer Heraldiker                                                       | 68    |       |
| 8. Dezember  | Maximilian Schmidt                    | bayerischer Heimatschriftsteller                                                  | 87    |       |
| 8. Dezember  | Julian Alden Weir                     | US-amerikanischer Maler des Impressionismus                                       | 67    |       |
| 9. Dezember  | Eugen von Baumgarten                  | deutscher Maler und Karikaturist in Bayern                                        | 54    |       |
| 9. Dezember  | Aloysius Pazheparambil                | syro-malabarischer Bischof und Apostolischer Vikar in Indien                      | 72    |       |
| 9. Dezember  | Rudolf von Scala                      | österreichischer Althistoriker                                                    | 59    |       |
| 9. Dezember  | Jānis Zālītis                         | lettischer Jurist und Politiker                                                   | 45    |       |
| 10. Dezember | Alban von Dobeneck                    | deutscher Landwirt, Politiker, Genealoge                                          | 86    |       |
| 10. Dezember | Franz Steindachner                    | österreichischer Zoologe                                                          | 85    |       |
| 11. Dezember | Johannes Avetaranian                  | evangelischer Missionar in China und Bulgarien                                    | 58    |       |
| 12. Dezember | Ottilie von Hansemann                 | deutsche Frauenrechtlerin und Ehefrau des Unternehmers Adolph von Hansemann       | 79    |       |
| 12. Dezember | Julius Lacher                         | deutscher Jurist                                                                  | 74    |       |
| 12. Dezember | Paul Stäckel                          | deutscher Mathematiker                                                            | 57    |       |
| 13. Dezember | Heinrich Schweickhardt                | deutscher Kaufmann und Politiker (DtVP, DDP), MdR                                 | 57    |       |
| 13. Dezember | Woldemar Voigt                        | deutscher Physiker                                                                | 69    |       |
| 14. Dezember | Carl Friedrich Henrich                | deutscher Bierbrauer                                                              | 80    |       |
| 14. Dezember | Reimar Hobbing                        | deutscher Kaufmann und Verleger                                                   | 45    |       |
| 14. Dezember | Richard Kampf                         | deutscher Architekt des Historismus                                               | 60    |       |
| 14. Dezember | Agathe Nalli-Rutenberg                | deutsche Schriftstellerin                                                         | 81    |       |
| 14. Dezember | Eugen Petersen                        | deutscher Klassischer Archäologe                                                  | 83    |       |
| 16. Dezember | Luigi Illica                          | italienischer Librettist                                                          | 62    |       |
| 16. Dezember | Julija Wsewolodowna Lermontowa        | russische Chemikerin und die erste Frau, die in Chemie promovierte                | 72    |       |
| 17. Dezember | José Cos y Macho                      | spanischer Kardinal der römisch-katholischen Kirche und Erzbischof von Valladolid | 81    |       |
| 17. Dezember | Berthold Dominik Lippay               | österreichischer Porträtmaler                                                     | 55    |       |
| 17. Dezember | Hans Meyer                            | deutscher Maler und Kupferstecher                                                 | 73    |       |
| 17. Dezember | Bernhard Münz                         | österreichischer Philosoph und Bibliothekar                                       | 63    |       |
| 17. Dezember | Clara Weber                           | deutsche Opernsängerin (Mezzosopran, Alt)                                         | 54    |       |
| 18. Dezember | John Alcock                           | britischer Pilot                                                                  | 27    |       |
| 18. Dezember | Moritz Erdmann                        | deutscher Maler der Münchener Schule                                              | 74    |       |
| 18. Dezember | Reinhold Felderhoff                   | deutscher Bildhauer                                                               | 54    |       |
| 18. Dezember | Henri Fournier                        | französischer Rennfahrer                                                          | 48    |       |
| 18. Dezember | Adolf Karpellus                       | österreichischer Maler und Illustrator                                            | 50    |       |
| 18. Dezember | James Coutts Michie                   | schottischer Maler                                                                | 60    |       |
| 18. Dezember | Miles Conway Moore                    | US-amerikanischer Politiker                                                       | 74    |       |
| 18. Dezember | Horatio Parker                        | US-amerikanischer Komponist                                                       | 56    |       |
| 18. Dezember | Georg Wentzel                         | deutscher Klassischer Philologe                                                   | 57    |       |
| 19. Dezember | Albert Baur (Oberamtmann)             | württembergischer Oberamtmann                                                     | 90    |       |
| 19. Dezember | Joseph Selbst                         | deutsch-christlicher Gelehrter                                                    | 67    |       |
| 20. Dezember | Philip Fysh                           | australischer Politiker, Premierminister von Tasmanien                            | 84    |       |
| 20. Dezember | Francis H. Kimball                    | US-amerikanischer Architekt                                                       | 74    |       |
| 20. Dezember | Arnold Mathew                         | britischer Bischof einer freibischöflichen Kirche                                 | 67    |       |
| 21. Dezember | Mary Rothes Margaret Cecil            | britische Amateur-Archäologin                                                     | 62    |       |
| 21. Dezember | Louis Diémer                          | französischer Pianist und Komponist                                               | 76    |       |
| 22. Dezember | Hermann Weingärtner                   | deutscher Turner und Olympiasieger                                                | 55    |       |
| 23. Dezember | Michel Diemer-Heilmann                | deutscher Politiker (Zentrum)                                                     | 77    |       |
| 23. Dezember | Carl Rathjen                          | deutscher Landschaftsmaler                                                        | 64    |       |
| 24. Dezember | Venceslau de Sousa Pereira de Lima    | portugiesischer Politiker und Premierminister                                     | 61    |       |
| 24. Dezember | Leo Reinisch                          | österreichischer Ägyptologe                                                       | 87    |       |
| 24. Dezember | Rudolf Schrödinger                    | österreichischer Unternehmer und Botaniker                                        | 62    |       |
| 24. Dezember | Theophilus Van Kannel                 | niederländisch-amerikanischer Erfinder                                            |       |       |
| 24. Dezember | Walter Allen Watson                   | US-amerikanischer Politiker                                                       | 52    |       |
| 25. Dezember | Gustav Küstermann                     | US-amerikanischer Politiker deutscher Herkunft                                    | 69    |       |
| 25. Dezember | Emanuel von Seidl                     | deutscher Architekt und Ingenieur                                                 | 63    |       |
| 25. Dezember | Udo Steinberg                         | deutscher Fußballspieler, Trainer und Funktionär                                  | 42    |       |
| 26. Dezember | Moritz Baerwald                       | deutscher Politiker                                                               | 59    |       |
| 26. Dezember | William Ruffin Cox                    | General der Konföderierten im Amerikanischen Bürgerkrieg                          | 87    |       |
| 27. Dezember | Achilles Nikolajewitsch Alferaki      | russischer Komponist und Politiker griechischer Abstammung                        | 73    |       |
| 27. Dezember | Theo de Meester                       | niederländischer Politiker                                                        | 68    |       |
| 28. Dezember | Ottó Korvin                           | ungarischer Kommunist                                                             | 25    |       |
| 28. Dezember | Gustav Milchsack                      | deutscher Bibliothekar und Germanist                                              | 69    |       |
| 28. Dezember | Johannes Rydberg                      | schwedischer Physiker                                                             | 65    |       |
| 29. Dezember | Jenő László                           | ungarischer Politiker, Anwalt                                                     | 41    |       |
| 29. Dezember | Adolf Mylius                          | deutsch-österreichischer Bühnenschauspieler                                       | 72    |       |
| 29. Dezember | William Osler                         | kanadischer Mediziner                                                             | 70    |       |
| 30. Dezember | Alexander von Danckelman              | deutscher Geograph und Meteorologe                                                | 64    |       |
| 30. Dezember | Karl von Wedel                        | preußischer General der Kavallerie und Diplomat                                   | 77    |       |
| 30. Dezember | Wilhelm Will                          | deutscher Chemiker                                                                | 65    |       |
| 30. Dezember | Anna Wohlwill                         | deutsche Pädagogin                                                                | 78    |       |
| 31. Dezember | Samuel S. Barney                      | US-amerikanischer Jurist und Politiker                                            | 73    |       |
| 31. Dezember | George Farmer Burgess                 | US-amerikanischer Politiker                                                       | 58    |       |
| 31. Dezember | Elin Danielson-Gambogi                | finnische Malerin                                                                 | 58    |       |
| 31. Dezember | Samuel Eck                            | Theologe und Landtagsabgeordneter Volksstaat Hessen                               | 63    |       |
| 31. Dezember | Alexander Alexandrowitsch Inostranzew | russischer Geologe                                                                | 76    |       |
| 31. Dezember | Marie van Zandt                       | US-amerikanische Sopranistin und Opernsängerin                                    | 61    |       |